# Horacio Salas
Horacio Salas (Buenos Aires, Argentina; 13 de agosto de 1938 - ibidem, 14 de octubre de 2020) fue un poeta, ensayista e historiador argentino. Fue una de las voces representativas de la denominada Generación Poética del 60 y se destacó por su labor sostenida en torno al tango, el lunfardo y la cultura de la ciudad de Buenos Aires. También fue director del Fondo Nacional de las Artes y de la Biblioteca Nacional.

## Desarrollo
Entre sus libros de poesía se destacan Memoria del tiempo, La corrupción, Gajes del oficio, Cuestiones personales y Dar de nuevo. Es autor también de los ensayos La poesía de Buenos Aires, La generación poética del 60, Borges, una biografía, El Centenario, Homero Manzi y su tiempo, El tango. Entre numerosas distinciones, recibió el Premio Nacional de Crítica Literaria, los Premios Nacional y Municipal de Poesía, el Premio Nacional de Ensayo y el Premio Konex. El gobierno francés lo condecoró con la orden de Caballero de las Artes y las Letras y, en 2001, fue declarado por la Legislatura Ciudadano Ilustre de la Ciudad Autónoma de Buenos Aires. Fue miembro de la Academia Porteña del Lunfardo.

## Biografía
Nació en Buenos Aires en 1938. Cursó sus estudios secundarios en el Colegio Nacional de Buenos Aires de donde egresó en 1956. Desde temprana edad manifestó un profundo interés por la lectura, y a los doce años ya frecuentaba con asiduidad la Biblioteca Nacional, describiéndose a sí mismo como un “ratón de biblioteca”. Inició la carrera en la Facultad de Derecho de la Universidad de Buenos Aires, pero debió interrumpirla debido a dificultades económicas que atravesó su familia tras la pérdida del trabajo de su padre, consecuencia del golpe militar de 1955. A ello se sumó el fallecimiento prematuro de su madre. Con solo 23 años su libro de poesías Memoria del tiempo fue aclamado por la crítica, y sus escritos de esa época le valieron que junto a otros escritores de la época fuera llamado "la generación de poesía del 60". Por motivos económicos se vio envuelto en el periodismo y en libros de ensayística por encargo de las editoriales, facetas en las que también se destacó. A mediados de la década de 1960 formó parte de Grupo Barrilete, colectivo literario con el que mantuvo una participación activa y sostenida.

## Grupo Barrilete

Revista Barrilete N° 6

Horacio Salas fue una figura central en el Grupo Barrilete, colectivo literario y militante de orientación poética fundado en 1963 por Roberto Jorge Santoro. El grupo se propuso ampliar el público lector y acercar la poesía a los sectores trabajadores, en oposición al elitismo predominante en la literatura argentina de su tiempo. Su actividad se organizó a partir de lecturas públicas, encuentros literarios y la publicación de la revista El Barrilete, uno de sus proyectos más representativos.
La revista El Barrilete, activa entre 1963 y 1974, sostuvo desde sus inicios los principios que orientaban al grupo: rechazar el carácter elitista de la literatura académica y promover una poesía vinculada a las problemáticas sociales y a la experiencia cotidiana de los sectores populares. A lo largo de su trayectoria, publicó un total de 15 números, 7 informes y 2 suplementos especiales.
La publicación atravesó dos épocas diferenciadas. La primera época se extendió entre 1963 y 1967, y estuvo dividida en dos períodos: el primer período, de 1963 a 1964, abarcó los primeros cinco números, editados de manera artesanal por Roberto Jorge Santoro. El segundo período, también dentro de esta primera época, se desarrolló entre 1964 y 1967, y estuvo marcado por una serie de transformaciones que modificaron su diseño, su estructura editorial y su alcance. En ese contexto, la publicación pasó a denominarse Barrilete, a secas, y se amplió su Consejo de Redacción, que quedó integrado por Daniel Barros, Martín Campos, Ramón Plaza, Miguel Ángel Rozzisi, Marcos Silber, Rafael Alberto Vásquez, el propio Santoro y Horacio Salas, quien a partir de entonces asumió un rol destacado en la dirección editorial de la revista.
Además de integrar el Consejo de Redacción y participar en las tareas de selección, corrección y dirección editorial de El Barrilete, Horacio Salas publicó poemas propios en distintos números de la revista, así como también en los informes especiales editados por el grupo. Revista El Barrilete N° 1 (agosto de 1963) “III poema para una ausencia” [Poema]; Revista Barrilete N° 12 (agosto/septiembre de 1966) “Las casas” [Poema], por Horacio Salas. En los informes de Barrilete, “21 de septiembre de 1962” [Poema] en Informe sobre Lavorante (junio de 1963); “La única esperanza” [Poema], en Informe sobre la Esperanza (octubre de 1963) y “Solamente un poema” [Poema], en Informe sobre Santo Domingo (julio de 1965).
Hacia fines de 1974, con la publicación del número 15 de Barrilete y del Informe sobre Trelew, la revista adoptó un tono de denuncia política más explícito que marcó un punto de quiebre en la trayectoria del grupo. Ese viraje provocó, por un lado, que algunos de sus integrantes tomaran distancia del proyecto al no coincidir plenamente con el rumbo asumido en esa etapa. Por otro, la publicación fue objeto de censura por parte de la organización parapolicial Triple A, que prohibió su circulación y desató una persecución sobre numerosos miembros y colaboradores de Barrilete. Varios, entre ellos Horacio Salas, debieron exiliarse para evitar la represión, mientras que otros fueron secuestrados y asesinados, primero por las fuerzas parapoliciales y, a partir de 1976, por la dictadura cívico-militar.

## Exilio y retorno a la Argentina
Horacio Salas se exilió en España en 1976 y permaneció en ese país hasta 1983. Durante esos años, continuó desarrollando su labor literaria y periodística, y esa experiencia de desarraigo dejó una huella significativa en su obra. En distintas entrevistas, Salas manifestó el impacto personal de ese exilio, sintetizado en su afirmación: "nadie nace para ser extranjero". Con el inicio de la democracia regresó a Buenos Aires en octubre de 1983. Renunció a la carrera de Derecho cuando estaba a punto de terminarla y ya con 3 hijos, para dedicarse de lleno a su carrera de escritor. Fue funcionario en relación con esta área, fue Secretario de Cultura de la Ciudad de Buenos Aires, director del Fondo Nacional de las Artes y director de la Biblioteca Nacional. A lo largo de su vida ganó un número de premios, como el Premio Konex de Periodismo y de Poesía, en 1991 el gobierno francés lo condecoró con la Ordre des Arts et des Lettres y en 2002 fue nombrado Ciudadano Ilustre de la ciudad de Buenos Aires. Su interés por la política y la historia, han significado problemas en su carrera de escritor. "[Significaron] en algún caso el exilio, en otro el maltrato por haber sido funcionario. Hay gente que no te puede considerar un poeta si alguna vez fuiste funcionario. Son gajes del oficio (el título de mi libro publicado en España).

## Trayectoria en la poesía

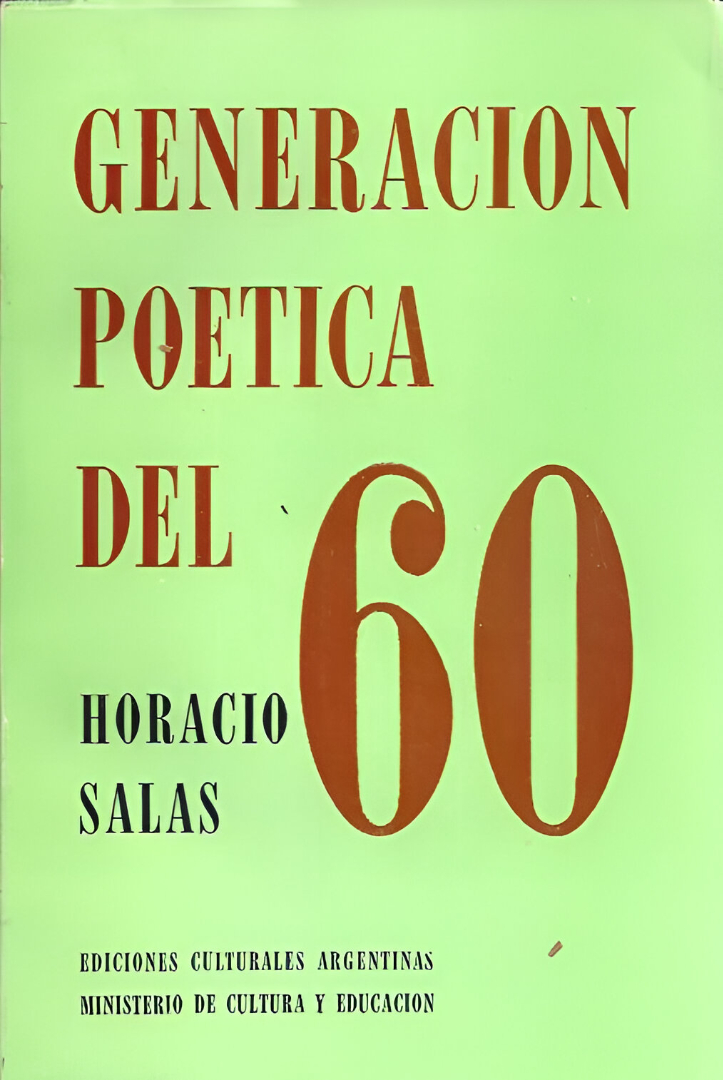
Portada del libro Generación poética del 60

En plena juventud publicó su primer libro de poemas: El tiempo insuficiente (1962). Durante esa década se editaron también La soledad en pedazos (1964), Memoria del tiempo (1966), La corrupción (1969). Por esos títulos la crítica lo ubica entre los poetas más representativos de la generación del 60. Sobre sus comienzos literarios y el bautismo de "generación del 60" ha comentado: "En los inicios más lejanos (hacia 1959) recuerdo que le mandé a Sábato un folletito precario y artesanal, lo leyó y con mucha generosidad me dijo que fuera a verlo. Fue él quien me conectó con la gente de la revista de El grillo de papel que dirigía Abelardo Castillo. De ahí en más se afirmó mi vocación literaria. Además tuve la suerte de que siendo muy joven me premiaran en la Primera Fiesta Nacional de las Letras de Necochea, fue mi libro Memoria del tiempo, en enero de 1964. La verdad es que la crítica me trató fantásticamente bien, tuve más de 20 reseñas. El premio eran 25.000 pesos y una flor que debía entregarle a la reina de la Fiesta, una rubia bellísima. El Jurado lo integraron Borges, Molinari, Mastronardi, Rafael Alberto Arrieta y Horacio Estaban Ratti, que era entonces el presidente de la SADE. Era un buen jurado ¿no? Me premiaron el libro y en esa semana conviví con varios escritores que a mí me parecían monstruos inalcanzables. Yo era muy joven, ¡tenía 23 años! Después me invitaron a las Jornadas de Poesía de Piriápolis, que duraban una semana o diez días. Ahí conocí entre muchos a Nalé Roxlo, a Nicolás Olivari, a Manuel Mujica Láinez y a un montón de escritores de primera línea. Años antes, en su librería que hoy es parte de la historia literaria de Buenos Aires, Héctor Yánover (autor de Memorias de un librero) poeta y gran amigo a lo largo de toda mi vida, me presentó a Raúl González Tuñón, a Pedro Orgambide y al poeta paraguayo Elvio Romero, por ejemplo. Años más tarde fui amigo de Leopoldo Marechal y de un profesor de la facultad, Arturo Cambours Ocampo, que también guió mis primeros pasos. Cambours Ocampo fue el primero, junto con el poeta Antonio Requeni, en postular que había una nueva generación, que llamó del 60".
Entre sus libros de poesía posteriores merecen mencionarse Mate pastor (1971), Gajes del oficio (1979), Cuestiones personales (1985), El otro (1990), y Dar de nuevo (2003)". Sobre Mate pastor y el inicio del 'intertexto': "En ese momento fue un poema de enorme riesgo. En aquella época, cuando todavía había crítica periodística de poesía, no fue el mejor tratado de mis libros; algunos críticos se entusiasmaron, otros directamente no entendieron el collage, lo juzgaron un texto de prosa. O muy a favor o muy en contra, no hubo notas intermedias. La novedad de incluir frases publicitarias, poemas infantiles, slogans polícos, breves fragmentos de entrevistas periodísticas, les pareció un exceso. Mi intención era mostrar que con todo, absolutamente con todo, se puede hacer poesía. También hubo notas muy elogiosas, debo reconocerlo". "Pasó además una cosa absolutamente casual (...): con meses de diferencia aparecieron Adolecer de Paco Urondo, y Mate pastor. Los dos incluíamos textos ajenos en el cuerpo de los poemas. El 'intertexto' prácticamente todavía no existía, inclusive hubo alguna gente que me decía "pero esto es un verso de fulano", como si se tratara de un plagio".
"Hay varios poemas que quiero. Hay uno que me gusta mucho, "Remedios, la bella", que anda por muchas antologías. "Genética" me gusta también; me marcó mucho "Anclao en Madrid". Bueno, ese poema tiene una historia curiosa, al menos me lo parece hoy. Yo estaba en París, muerto de hambre; viviendo en la dcasa del director cinematográfico Pino Solanas y preparando el guión de una película sobre Miguel Hernández, que después no tuvo quién la financiara. Viví en París algo más de un mes, y un día me fui a una de esas tantas exposiciones porque eran gratis. Era una exposición de grabados eróticos de Picasso, una maravilla, uno salía muy excitado después de verla. Salí de ahí y escribí de un tirón el poema, donde en medio de mi situación de exilio, trazaba varios anacronismos: hablaba con Velázquez, con Quevedo, charlábamos sobre lo afrodisíaco de los dibujos de Picasso, mientras tomábamos mate y escuchábamos tangos cantados por Goyeneche".
"En ese caso una exposición de cuadros me provocó un poema, pero eso me ocurre con frecuencia. Un recital de música, un concierto, me puede impulsar a escribir un poema. La pintura me motiva mucho, la música también, aunque el texto finalmente no nombre ni a la música, ni a la pintura. Cuando escribo es muy común que esté escuchando música clásica, si escribo no escucho tangos porque las letras me distraen".
"Hay también un viejo poema Las otras, que acostumbro a leer en los recitales, porque a la gente le gusta, es un poema sobre las mujeres, que me parece que me trae suerte. El texto este año cumplió cuarenta años, y aunque parezca sorprendente sigue gustando, al menos cuando escuchan el final siempre se ríen. Y eso es bueno".
"[En mis poemas] el amor está siempre, es una presencia permanente. Y es cierto, corrijo mucho; en algunos casos he corregido hasta destrozar el poema, de tantas correcciones... Debo tener más de 200 poemas que no he publicado y a lo mejor son mejores que los que publiqué, porque soy muy inseguro. A lo mejor algún día... Casi todos esos poemas tienen que ver con el amor".
"Yo me fui despojando cada vez más [del manejo del lenguaje] porque le tenía mucho miedo a los adornos, a los firuletes y a las metáforas forzadas; en los últimos tiempos se ha venido dando en mi poesía una mayor simplicidad. Es lo que trato de transmitir hoy en día".

## Trayectoria como periodista
Fue también por los 60 que se inició en el periodismo. Desde entonces estuvo en varias redacciones de diarios y revistas, siempre en el área de periodismo cultural. Fue redactor especial y en varias oportunidades director de suplementos literarios y culturales y tuvo resonantes programas de radio y televisión.

## Trayectoria en ensayística

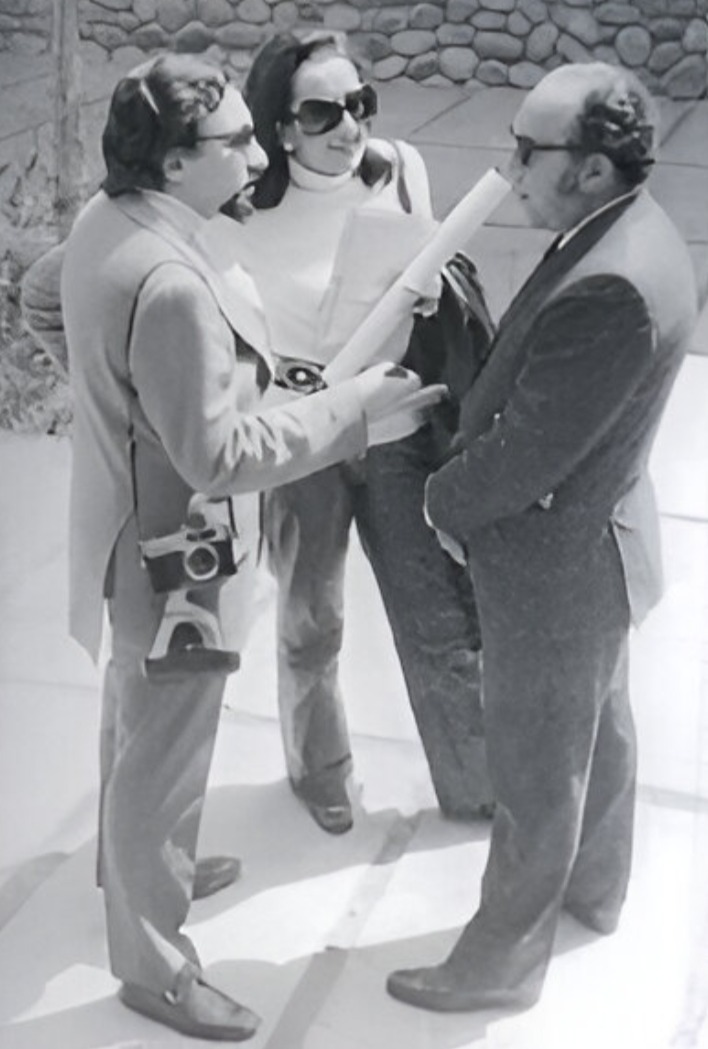
Horacio Salas, Martha Lynch y Fernando Alegría en el Congreso de Literatura Iberoamericana (agosto 1971, Perú)

Como ensayista ha dicho. "Yo empecé a escribir mini ensayos en el periodismo. En la revista Análisis, experiencia que me sirvió muchísimo, de pronto tenía la posibilidad de publicar notas de 9 a 12 páginas. Hay cosas que publiqué ahí que ahora considero pequeños ensayos. Sobre todo uno que escribí sobre Antonin Artaud, también algunas entrevistas que al mismo tiempo tenían la estructura de un ensayo, como cuando en 1967 escribí una nota sobre Macedonio Fernández (en esa época eran pocos los que hablaban de él) y la escribí cuando el Centro Editor de América Latina editó Papeles de reciénvenido. Después me encargó un editor un libro sobre la poesía de Buenos Aires y escribí un ensayo de 300 páginas. Ese fue mi primer ensayo publicado en libro. Luego vinieron otros sobre la generación del 60, sobre Vicente Barbieri... generalmente por pedido de las editoriales." "Cuando escribí la biografía de Borges, me pareció adecuado escribir otra sobre Homero Manzi. Ambos eran paradigmas, en un caso de la literatura de élite y en otro de la poesía popular. Consideré que era una buena oportunidad para demostrar que para mí la cultura es una sola, la suma de los opuestos, que demostré que no lo eran tanto. Descubrí las influencias de Borges y la poesía culta en Manzi y señalé los puntos de contacto: ambos habían sido radicales yrigoyenistas y podía tratarlos mediante similares estructuras metodológicas".
Entre sus ensayos se destacan La poesía de Buenos Aires (1968), La generación poética del 60 (1976), La España barroca (1978), El Tango (1986), El Centenario (1996), Borges, una biografía (1994), Homero Manzi y su tiempo (2001), y su más reciente Lecturas de la memoria (2005)."

## Trayectoria en ensayos de tango
"¿Cómo llegué a conjugar el tango con la poesía? Porque cuando de pibe me acunaba en tangos.. Mi madre cantaba realmente muy bien y hubiera podido cantar profesionalmente, inclusive estudió guitarra con los hermanos De Caro; cosas de esa época: una niña no podía tocar la guitarra y mucho menos cantar, se lo prohibieron en la casa, como también le prohibieron que terminara el secundario. Mi madre en el año 2007 cumpliría 100 años. En vez de acunarme con canciones de cuna, ella me cantaba una canción que decía "Tengo mil novias", que era de esa época. También me cantaba "Julián", que es un tango muy lindo. Yo era un chico solitario, todavía no había nacido mi hermana. Vivía pegado a mi vieja; a mi padre le gustaba también escuchar tangos y yo los cantaba -muy mal- junto a mi madre mientras escuchaba la radio. Descubrí en los años 60, y esa es otra de las influencias de mi generación, a los poetas del tango. Eduardo Romano, Roberto Santoro y yo escuchábamos con mucho fervor los versos de los tangos. En esa época no creíamos en la política oficial de la cultura y ante sus propuestas solemnes, nos interesábamos ma´s por Homero Manzi, Homero Expósito, Cátulo Castillo o Enrique Cadícamo que por ciertos nombres que aparecían los domingos en los suplementos literarios, muchas veces sólo señoras cursis; sentíamos que en cambio esos autores en apariencia modestos de los tangos, eran la poesía que a nosotros nos importaba. En el año 1962 sentía eso, me compré un disco de Aníbal Troilo donde se cantaban tangos clásicos de los años 40. Siempre con la manía de ver quién era ese autor, empecé a investigar sobre el tema, tanto que en 1968 publiqué mi primer librito sobre Homero Manzi."
"Cuando regresé del exilio, Ernesto Sábato me dijo "Vamos a escribir un libro juntos". Él vio que estaba económica y anímicamente mal, después de siete años fuera del país y fue muy solidario. "He pensado que escribamos un libro juntos, se va a llamar La canción de Buenos Aires y va a ser una historia del tango", me dijo. "Usted empiece a escribirlo -agregó- y viene los domingos a casa y me lee un capítulo, algo". Así lo hice y cuando llegué a la página 70, Ernesto me dijo: "Esto está muy bien y ahora le voy a decir la verdad, yo le voy a poner sólo un prólogo", y Matilde, su mujer, que estaba presente, agregó: "No es que no le guste lo que escribiste. Lo que pasa es que pensamos que había que ayudarte de alguna manera, darte el primer empujón". En ese momento Ernesto era una figura muy importante en la Argentina, presidía la CONADEP, la comisión sobre los desaparecidos. Entonces Planeta publicó el libro sobre el tango y tuvo tal éxito que ahora está traducido a seis o siete idiomas y lleva aquí más de diez ediciones. Ese libro hizo que para los lectores, me convirtiera en un especialista, que no lo soy. Por otra parte, no me puedo sacar la imagen populista por haber escrito ese libro. Ese prejuicio existe aún; inclusive ha habido gente que me ha dicho: "cómo después de escribir un libro sobre Borges, no trataste de eliminar la cosa del tango".
"Mi libro El tango, que yo lo escribí como texto sólo para porteños y tangueros, mágicamente fue mi libro más difundido en el exterior. Algo que no imaginé ni en mis sueños más locos. Debo reconocer que se me conoce más por ese libro que por todo el resto de mi obra. Y ese libro impulsó otros a pedido de las editoriales, tanto sobre temas de tango, como de lunfardo".

## Listado de algunas de sus obras
En poesía ha publicado en su etapa "de la generación del 60":
- El tiempo insuficiente (Cuadernos del Siroco, 1962) -su primer libro de poemas-
- La soledad en pedazos (Editorial Barrilete, 1964)
- El caudillo (Editorial Doble Ese, 1966)
- Memoria del tiempo (Editorial Losada, 1966)
- La corrupción (Editorial Américalee, 1969)

- Memoria del tiempo (1962-1969) (editorial lisboa, 2015) -reunión de todos los poemarios de la década del 60-

En la etapa posterior a la década del 60 cabe mencionar, según Dámaso Martínez:
- Mate pastor (Ediciones de la Flor, 1971; editorial lisboa, 2016)
- Gajes del oficio (Ediciones Taranto, 1979, España)
- El aleph (Ediciones Cántiga, 1983, España)
- Cuestiones personales (Torres Agüero Editor, 1985; Editorial Playor, 1985, España)
- El otro (Editorial Tiempos de Poesía, 1990)
- Dar de nuevo (Editorial NuevoHacer, 2003)
- Línea de puntos (Editorial NuevoHacer, 2013)

Sus antologías poéticas son
- Que veinte años no es nada (Fundación Argentina para la Poesía, 1982)
- Antología personal (Ediciones de Cultura Hispánica, 1992)
- Antología incompleta (Libros de Tierra Firme, 1996)
- Antología poética (Editorial Fondo Nacional de las Artes, 1996)
- Los mecanismos de la mente (Editorial Vinciguerra, 2003) -compilación llevada a cabo por la artista Florencia Salas-

En ensayística cabe mencionar, según Dámaso Martínez:
- La poesía de Buenos Aires (Editorial Pleamar, 1968)
- Generación poética del 60 (Ediciones Culturales Argentinas, 1976)
- La España Barroca (Altalena Ediciones, 1978, España)
- El tango (Editorial Planeta, 1986; Manrique Zago Ediciones, 1996; Errepar ediciones, 1999, España) -este ensayo fue traducido al francés, alemán, griego y japonés-
- Borges, una biografía (Editorial Planeta, 1993)
- El Centenario (Editorial Planeta, 1996, 2009)[22]
- Homero Manzi y su tiempo (Editorial Vergara, 2001)
- Lecturas de la memoria (Editorial Fondo de Cultura Económica, 2005; Editorial Fondo de Cultura Económica, 2006, España)

Y el libro de entrevistas
- Conversaciones con Raúl González Tuñón (Ediciones la Bastilla, 1975; Grupo Editorial Sur, 2013)